# Masdžid al-Kuba
Masdžid al-Kuba ('Quba' Masjid ili Masjid al-Quba, arapski: مسجد قباء) je najstarija džamija na svijetu, smještena u okolici Medine u Saudijskoj Arabiji. Prve temelje je postavio islamski prorok Muhamed za vrijeme hidžre, osnosno svog putovanja iz Meke u Medinu u rujnu 622. godine. Džamiju su dovršili njegovi suputnici ashabi.